# Осередок театральних практик «Ґардженіце»
Осередок театральних практик «Ґардженіце» (пол. Ośrodek Praktyk Teatralnych «Gardzienice») - польська театральна група, що виникла в 1977 році з ініціативи Влодзімєжа Станєвського. Формально зареєстрована в 1978 році. Назва походить від села неподалік Любліна (Свідницький повіт), де театр має свою садибу.

## Ідея
Першопочатковою ідеєю театру був пошук нового, натурального творчого середовища, відхід від міста, пошук та знаходження нового адресата, який міг би разом із акторами брати участь у спектаклі та його співтворити. Природним джерелом натхнення для «Ґардженіц» була традиційна народна культура. 
З часом театр в Ґардженіцах звернув свою увагу на Стародавню Грецію як джерело європейської культури. Переносить забуті акторські техніки театру античної Греції, нав’язуючи до існуючих іконографічних літературних джерел, як також до пам’яток музики античної Греції. Це має на меті повернути із духу музики жанр трагедії. 
«Ґардженіце» є авторським проектом свого засновника Влодзімєжа Станєвського. Колектив отримав міжнародне визнання, критики відносять його до типу експериментального антропологічного театру. У зв’язку з регулярною дидактичною активністю в Польщі та за її межами (організація занять та майстер-класів акторського мистецтва для молоді), в 1997 році при товаристві виникла Академія театральних практик. Тут реалізуються проекти: дослідницько-мистецькі, музичні, культуротворчі, у галузі широко трактованої гуманістики.

## Садиба театру
Театр розміщується в селі Ґардженіце біля містечка Пяскі, у рештках маєтку XVII століття. Вибір осідку на віддалі від культурних центрів був пов’язаний із ідеєю театру, що передбачала пошук нових натуральних теренів для мистецьких подій. У цьому районі взаємодіяли віками кілька культур – польська, білоруська, українська та єврейська. 
З 1978 року театр орендував у діючого в Ґардженіце Народного університету старий хлів, котрий виявився згодом аріанською каплицею кінця XVI століття. Це приміщення 5х7 м² із гостро шпилястим склепінням, було пристосоване до потреб театру. Це була перша театральна зала «Ґардженіц» – так звана Зала Авакума (там грали «Житіє протопопа Авакума»). У ній містилося 28 глядачів. Прибулих гостей розміщували у орендованій від місцевого населення халупі, що знаходилася з іншого боку луки за річкою Гучвою. 
З 1987 року деякі репетиції та спектаклі відбувалися в більшому приміщенні у західній частині палацового комплексу. У грудні 1989 року голова ґміни Пяски віддав для «Ґардженіц» палац у довічну оренду. Ця сцена місткістю на 100 глядачів слугує театрові до сьогодні. У 1987 році неподалік палацу перенесено автентичну сільську хату, що слугує місцем почастунку для глядачів. 
У 2004 році Осередок театральних практик «Ґардженіце» придбав муровану комору 1900 року побудови. У ній відбуваються концерти та мультимедійні виставки, з 2006 року там знаходиться сцена Академії театральних практик «Ґардженіце». В 2008 році театр перейняв право власності на палац та каплицю. В 2010 році «Ґардженіце» отримали 17 млн злотих (близько 6 млн дол. США) дотації з європейських фондів на ремонт палацу, комори та розбудову осередку в рамках операційної програми «Інфраструктура і середовище».
З 1978 року театр має офіс в Любліні, з 1986 року на Старому Місті на вул. Ґродській 5а. В 2000 році у підвальному приміщенні цієї кам’яниці відкрито галерею «Ґардженіце», де регулярно проходять виставки сучасного та сакрального мистецтва. 
В 2013 році закінчено побудову Європейського Осередку театральних практик у Ґардженіцах. 

## Спектаклі
За час існування «Ґардженіце» поставили дев’ять спектаклів. Відкидаючи «раціоналістичне» мистецтво театру, що застосовується у великих міських осередках, реалізують програму, звану Влодзімєжем Станєвським «Примирення із життям». 
- 1977 – «Вечірній спектакль» (пол. SPEKTAKL WIECZORNY). У ньому використано фрагменти «Гагрантюа і Пантагрюель» Рабле, народні пісні, фрагменти з II частини «Дзядів» Адама Міцкевича, латинську версію Богородиці, староангельські пісні та оповідки, записані від людей із навколишніх сіл.

- 1981 – «Гусла» (пол. GUSŁA), на основі II, IV та І частин поеми «Дзяди» Міцкевича. Із тексту Міцкевича колектив «Ґардженіц» виокремив первісний ритуал, порівнюючи літературні «Дзяди» із народними обрядами на честь померлих.

- 1983 – «Житіє протопопа Авакума» (пол. ŻYWOT PROTOPOPA AWWAKUMA). Художньою основою цього спектаклю становила історія фанатичного релігійного діяча Авакума Петровича з XVII століття. Акторські дії вимислювалися під час тренінгу, під час якого аналізувався характер розміщення постатей на іконах, а також під час вивчення правил православного співу.

- 1990 – «Карміна Бурана» (пол. CARMINA BURANA), на основі сценічної кантати Карла Орфа, написаної в 1935-1936 роках та любовної поезії XII і XIII століть, зіставленої із легендою про Трістана і Ізольду.

- 1997 – «Метаморфози, або Золотий осел» (пол. METAMORFOZY ALBO ZŁOTY OSIOŁ). Спектакль постав на основі середземноморської традиції, використовуючи роман Апулея, пісні діонісів та інвокації до Муз.

- 2002 – «Сцени з Електри» (пол. SCENY Z ELEKTRY). Про цей спектакль Станєвський сказав: «Намагаємося знайти відповідь щодо фатальної сили, котра накручує спіраль нещасть, злочинів і страху. Чому людина безсила перед ними?»

- 2007 – «Ifigenia w A...», в копродукції зі Старим театром у Кракові. Спектакль на основі текстів Еврипіда та музики Зиґмунта Конечного. Прем’єра відбулася на фестивалі «Ре-візії античні» (пол. RE-WIZJE antyczne).

- 2011 – «Ifigenia w T...». Спектакль на основі текстів Еврипіда.

## Нагороди
- 1990 – диплом міністра закордонних справ Польщі для Осередку театральних практик «Ґардженіце» за видатні заслуги в промоції польської культури за кордоном

- 1991 – премія ім. Конрада Свинарського для Влодзімєжа Станєвського та колективу за створення та діяльність Осередку театральних практик «Ґардженіце»

- 1992 – премія Люблінського воєводи

- 1996 – премія критики і публіки за спектакль «Карміна Бурана» на Міжнародному фестивалі експериментальних театрів у Каїрі

- 1999 – головний приз за спектакль «Метаморфози, або Золотий осел» за Луцієм Апулеєм на Міжнародному театральному фестивалі MESS у Сараєво